# フィリップ・ド・ブルゴーニュ (1323-1346)
フィリップ・ド・ブルゴーニュ（フランス語：Philippe de Bourgogne, 1323年11月10日 - 1346年8月10日）は、フランス王家傍系のブルゴーニュ公ウード4世とその妻のブルゴーニュ女伯・アルトワ女伯ジャンヌ3世の間の唯一成育した息子。結婚によりオーヴェルニュ伯およびブローニュ伯となった。フィリップ・ムッシュ（Philippe Monsieur）の呼び名で知られる。

## 生涯
1338年9月26日にオーヴェルニュ女伯・ブローニュ女伯ジャンヌ1世と結婚し、妻方の2つの伯爵位を帯びた。夫妻の間には3人の子女が生まれた。
- ジャンヌ（1344年 - 1360年9月11日） - 1347年から1355年までサヴォイア伯アメデーオ6世と婚約、サヴォイア宮廷で育てられた。10歳で婚約解消となり、ポワシーの修道院に入りその死まで修道院で過ごした[4]。
- マルグリット（1345年生、夭折）
- フィリップ1世（1346年 - 1361年） - ブルゴーニュ公、ブルゴーニュ伯、アルトワ伯、オーヴェルニュ伯、ブローニュ伯。嗣子なく死去[5]。フィリップ1世の死後、ブルゴーニュ公領はフランス王領となり[5]、後にフランス王ジャン2世の末息子フィリップ2世に与えられた[6]。

百年戦争が始まって間もない1340年、アルトワ伯領の相続請求者でイングランド側についたボーモン・ル・ロジェ伯ロベール3世に襲撃されたサントメールの町を、父とともに防衛した。1346年、イングランド軍が占領した都市エギュイヨンの包囲に、フランス王ジャン2世の指揮するフランス軍の一員として参加した。8月10日に起きた敵軍との小規模な戦闘中、溝を飛び越えようとして乗っていた馬がつまずき、地面に投げ落とされたところを馬に踏みつけられて死んだ。